# Alex Mortensen
Alex Jens Kenneth Mortensen (13 juli 2002) is een Zweeds voetballer die doorgaans als aanvaller speelt. Hij komt uit voor FC Groningen.

## Carrière
Alex Mortensen speelde in de jeugd van Kalmar FF. Hij debuteerde in het eerste elftal van Kalmar op 1 oktober 2020, in de met 1-4 gewonnen bekerwedstrijd tegen Asarums IF. Hij begon in de basis en speelde de hele wedstrijd. In 2021 viel hij nog tweemaal in in bekerwedstrijden, die werden verloren van Umeå FC en Djurgårdens IF. Ook zat hij eenmaal op de bank in een wedstrijd in de Allsvenskan. In het seizoen 2021/22 wordt hij verhuurd aan FC Groningen, wat een optie tot koop bedong. Hij sluit hier in eerste instantie aan bij het onder-21-elftal.
Op 1 oktober 2021 mocht hij voor het eerst invallen bij het eerste elftal van Groningen, in een wedstrijd tegen FC Twente (1-1). Hij kwam in de 94e minuut in de ploeg voor Michael de Leeuw. Hij kampte met een knieblesure, waardoor hij bijna drie jaar uitgeschakeld was. Hij maakte op 20 oktober 2024 zijn rentree in de Euroborg, tegen FC Utrecht (0-1). Hij kwam in de 83e minuut in de ploeg voor Thom van Bergen.

### Statistieken
| Seizoen                    | Club           | Land           | Competitie     | Competitie | Competitie | Beker | Beker | Totaal | Totaal |
| Seizoen                    | Club           | Land           | Competitie     | Wed.       | Dlp.       | Wed.  | Dlp.  | Wed.   | Dlp.   |
| -------------------------- | -------------- | -------------- | -------------- | ---------- | ---------- | ----- | ----- | ------ | ------ |
| 2020                       | Kalmar FF      | Zweden         | Allsvenskan    | 0          | 0          | 1     | 0     | 1      | 0      |
| 2021                       | Kalmar FF      | Zweden         | Allsvenskan    | 0          | 0          | 2     | 0     | 2      | 0      |
| 2021/22                    | → FC Groningen | Nederland      | Eredivisie     | 2          | 0          | 1     | 0     | 3      | 0      |
| 2022/23                    | FC Groningen   | Nederland      | Eredivisie     | 0          | 0          | 0     | 0     | 0      | 0      |
| 2023/24                    | FC Groningen   | Nederland      | Eredivisie     | 0          | 0          | 0     | 0     | 0      | 0      |
| 2024/25                    | FC Groningen   | Nederland      | Eredivisie     | 2          | 0          | 0     | 0     | 2      | 0      |
| Carrièretotaal             | Carrièretotaal | Carrièretotaal | Carrièretotaal | 4          | 0          | 3     | 0     | 7      | 0      |
| Bijgewerkt op 4 maart 2022 |                |                |                |            |            |       |       |        |        |